# سكوت مورغان (لاعب جمباز فني)
سكوت مورغان هو لاعب جمباز فني كندي، ولد في 20 يونيو 1989 في شمال فانكوفر ‏ في كندا.

## وصلات خارجية
- سكوت مورغان على موقع الاتحاد الدولي للجمباز (licence) (الإنجليزية)
- سكوت مورغان على موقع الاتحاد الدولي للجمباز (biography) (الإنجليزية)
- سكوت مورغان على موقع أوليمبيديا (الإنجليزية)
- سكوت مورغان على موقع اللجنة الأولمبية الكندية (الإنجليزية)
- سكوت مورغان على موقع اتحاد ألعاب الكومنولث (مؤرشف) (الإنجليزية)